# Liceul „Gheorghe Surdu” din Brezoi
Liceul „Gheorghe Surdu” este un liceu din orașul Brezoi, Județul Vâlcea, România. 
Liceul „Gheorghe Surdu” din Brezoi, fratele din Nord al Colegiului Lahovary, este unitatea reprezentativă pentru învățământul brezoian și pentru tot nordul județului, care are în componența sa patru corpuri de clădiri: clădirea pentru clasele I-IV, construită în anul 1900, clădirea veche a liceului construită în anii 1923-1925, o clădire construită în 1974 și ultima, cea mai modernă, finalizată în anul 2023, situată pe locul vechiului teren de sport.

## Istoric
Ca urmare a creșterii foarte rapide a populației determinată de dezvoltarea exploatărilor forestiere, a transportului și prelucrării lemnului, în secolul al XIX-lea  din Brezoi, prima școală a apărut în anul 1838.
Principalele etape care au marcat învățământul brezoian în decursul istoriei sale:
- 1838 - s-a înființat prima școală din Brezoi; primii învățători au fost Achim Popescu și Dumitru Mănescu;
- 1849 - școala se închide pentru un an;
- 1859 - este învățător Pătru C. Bardașu, la patru clase;
- 1864 - se înființează școala din Călinești, cu două clase;
- 1904 - se înființează școala nr. 1, ca școală privată a societății forestiere;
- 1916 - se înființează școala din Proieni;
- 1924 - societatea „Carpatina” construiește actuala clădire a școlii nr. 1;
- 1923 - 1929 - se construiește școala unde funcționează Liceul Brezoi (clădirea veche);
- 1934 - 1944 - experimentarea la Brezoi a unui „sistem de învățământ organizat pe principiul îmbinării eficiente între munca și învățătură disciplina liber consimțită”.
- 1948 - odată cu desființarea Societății „Carpatina”, școala apartenentă de ea a trecut în proprietatea statului.
- 1949 - cursurile școlii erau urmate de 144 de băieți și fete.
- 1948 - 1956 - funcționează „Școala Profesională de Industrializare a Lemnului”. Elevilor – în majoritate, fii de muncitori – li se asigura internat și masă, uniforme școlare și alte gratuități;
- 1951-1953 - a mai ființat și o școală tehnică pentru transport forestier care, după doi ani de activitate, a fost mutată la Curtea-de-Argeș și Râmnicu-Vâlcea.
- 1956 - pe lângă școala medie apare la Brezoi prima clasă de liceu curs-seral;[4]
- 1960 - prima clasa de elevi de liceu, curs de zi;
- 1965 - 1974 - odată cu trecerea la durata studiilor preuniversitare de 12 clase, școala primește denumirea de „Liceul de cultură generală Brezoi”;
- 1971 - 1973 - se construiește noul local al liceului;
- 1974 - 1977 - își schimbă numele în „Liceul Real-Umanist Brezoi”;
- 1998 - „Liceul Teoretic Brezoi”;
- 2014 - „Liceul Teoretic Brezoi” își schimbă denumirea în Liceul „Gheorghe Surdu”, Brezoi.

## Evoluția populației școlare și a personalului didactic[5]
| Unitatea școlară                 | Anul înfințării | 1918 | 1938 | 1948 | 1989 | 2000 | 2024 |
| -------------------------------- | --------------- | ---- | ---- | ---- | ---- | ---- | ---- |
| Liceul „Gheorghe Surdu”          | 1834/1956       | 133  | 113  | 195  | 1230 | 834  | 944  |
| Școala cu cl. I-IV Nr. 1         | 1904            | 115  | 168  | 166  | 201  | 153  |      |
| Școala cu cl. I-VIII Călinești   | 1864            | x    | 43   | 53   | 74   | 79   |      |
| Școala cu cl. I-V Valea lui Stan | 1954            |      |      |      | 56   | 107  |      |
| Școala cu cl. I-IV Păscoaia      | 1956            |      |      |      | 24   | 12   |      |
| Cadre didactice                  |                 | 10   | 12   | 37   | 90   | 97   | 109  |

- x - Școala nu a funcționat din cauza războiului

## Rezultate
În anul 2019 - „Top trei promovabilitate” Liceul „Gheorghe Surdu” din Brezoi a avut o rată de promovabilitate de 95,45%, față de 68,85% în 2018, care-l situează pe onorantul loc II, după Colegiul Național de Informatică „Matei Basarab” unde rata de promovabilitate de anul acesta a crescut la 98,39% față de 97,16% anul trecut. Locul III este ocupat Colegiul Național Alexandru Lahovari cu o rată de 92,38%, în scădere față de anul trecut când a fost de 98,12%.